# 川崎住宅
川崎住宅株式会社は、戦中期の川崎市で住宅建設及び不動産金融を展開した住宅供給機関である。川崎市と市内企業が協同で設立し、株主となる大企業が集積する工業地域において、住宅営団以外にも公私協同の株式会社による住宅供給が成り立つことを実証した。

## 沿革
住宅会社の雛形は、1921年4月に内務省が準備した住宅会社法案要綱である。1930年代に入り満洲国で国策住宅会社の設立が試みられ、1938年3月には満洲全土を営業範囲とする満洲房産株式会社に改組した。この間、戦中期における新経営形態として、東京市政調査会の公益企業法案が提案され、企業営団と公私協同株式会社の2つの方式が示された。川崎住宅株式会社は、公益企業法が提案した新経営形態である公私協同株式会社の実現事例である。

## 事業
1939年5月に設立された川崎住宅は、(1)住宅用地の取得、造成、分譲、貸付、(2)住宅の建築、分譲、(3)住宅建設資金の貸付、(4)公共施設の建設、経営を事業内容としたほか、新城、登戸土地区画整理事業とあわせ300戸規模の集団分譲住宅を計画し、川崎市と提携して公園や商業地を設置する近隣住区を予定するなど後の住宅営団と同様の事業を展開した。川崎住宅の経営実績は満洲房産と並び、1941年5月設立の住宅営団に国策住宅機関の成功可能性を示唆したものであつた。